# Kostel svatého Michaela (Weiler in den Bergen)
Farní kostel svatého Michaela v Weiler in den Bergen, městské části Schwäbisch Gmündu, je pozdně románský, římskokatolický kostel v děkanátu Ostalb. Je věnován archandělu Michaelovi.
Historie kostela sahá až do první čtvrtiny 13. století. První zmínka je doložená v roce 1408, ale již v roce 1358 existovala farnost. Dne 7. srpna 1413 přešel patronát skrze Hermanna Vyerabenda na špitál Gmünden.
První datovaný stavební projekt probíhal v letech 1426/27. Byla postavena hrázděná budova. V 18. století došlo k rozšíření lodi. Na počátku 20. století byl kostel pro farnost příliš malý. V roce 1946 bylo provedeno rozšíření, navržené Albertem Hanlem, kdy došlo k přeorientování chóru.
Od roku 1983 do roku 1985 probíhala rekonstrukce interiéru.